# Сания (опера)
Сания́ (тат. Сания) — первая опера на татарском языке, написанная совместно композиторами Султаном Габяши, Газизом Альмухаметовым, при участии Василия Виноградова в 1925 году в Казани.

## Действующие лица
| Партия                      | Голос   | Исполнитель                                                                      |
| --------------------------- | ------- | -------------------------------------------------------------------------------- |
| Сания, крестьянская девушка | Сопрано | Разия Садыкова, Зюгра Байрашева , Сара Садыкова (1920-1930-е годы)               |
| Зия, джигит                 | Тенор   | Газиз Альмухаметов, Ситдик Айдаров, (1920-1930-е годы), Усман Альмеев (1991 год) |
| Зариф, отец Сании           | Тенор   |                                                                                  |

## Содержание
В основе сюжета оперы история любви крестьянской девушки Сании и джигита Зии и её противопоставление эгоистической корысти отца девушки, Зарифа.
Первое действие занимает повествование Сании о любви к Зие и грубом и разрушительном вмешательстве отца (первая ария Сании, её сцена с Гульбикой и заключительная ария I действия). 
Почти всё II действие занято рассказом Зарифа о той же «несчастной» любви дочери и о его корыстной свадебной сделке с купцом. Заключительную же часть этого действия содержит лирический дуэт – встреча Сании и Зии, прерываемый их столкновением с отцом. 
Наиболее насыщено действенными сценическими ситуациями III действие: за сценой Сании, передающей прислуге записку для Зии, следует сцена Зарифа и матери Сании, предвкушающих выгоду от заключённой свадебной сделки, а после сцен Зарифа с караульщиками и появления Зии, заставляющего их трусливо бежать, даётся новая лирическая сцена Сании и Зии, после которой следует развязка – побег влюблённых и смерть Зарифа.

## Музыка
Музыка оперы «Сании» создана на фольклорном материале народных татарских мелодий. Музыкальный звукоряд основывается на применении пентатоники.
Музыке оперы свойственна мелодическая выразительность, простота изложения, связь с народно-песенными истоками.
Таков лейтмотив Сании. Призванный подчеркнуть драматизм её переживаний, он впервые появляется в её первой арии-жалобе.
Мелодически распевная ария-жалоба Сании в начале I действия: «тат. Уйныйлар, җырлыйлар, шаулыйлар. Яшь күңелләр шатлык көен көйлиләр» (Играют, поют, шумят…Молодые сердца песню радости поют).
Колюче-«прыгающая» тема Зарифа, призванная охарактеризовать злодея, жестоко разрушающего счастье дочери.
В большем соответствии с драматическими задачами находится музыка лирических сцен. В сольных и ансамблевых номерах героев, лучших в опере, схвачен тонус их эмоционально-психологических состояний, выразительно и искренне передаются чувства тоски, тревоги и любовных порывов.
Народно-песенные связи характерны для музыки хоров. Некоторые из них целиком основаны на подлинных народных песнях.
Это – хор молодёжи во II действии, построенный на городской бытовой песне «Алмагач» («Яблоня»), или хор в первой картине III действия, где использован такмак «Сания». Другие хоры близки названным, ибо также тесно соприкасаются по своему духу и складу с излюбленной в народе традицией скорых песен, шуточных или плясовых.

## История создания
По воспоминаниям И. Илялова — друга и соратника Газиза Альмухаметова: «В начале 1922 года, он переболел тифом и, выйдя из больницы, сразу же начал увлечённо писать либретто оперы, которая была у него в мечтах. Вместе с пианистом И. Хамзиным подбирали национальные мелодии. Будущий спектакль назвали «Сания» и в мае 1922 года подготовили к постановке на сцене... Это большое начинание в национальной музыкальной культуре привлекло внимание — зрителей было очень много, зал был переполнен». После спектакля было высказано много пожеланий, главные из них сводились к следующему: «Нужно встретиться в Казани с Султаном Габяши, уже имеющим опыт работы в драматическом театре, в музыкальном оформлении». Таким образом, начало первой татарской оперы было положено в Ташкенте в мае 1922 года.
В 1922 году Газиз Альмухаметов, будучи одним из самых популярных певцов и музыкантов у мусульманской публики начала XX века, приезжает в Казань, чтобы найти единомышленника по созданию первой оперы на татарском языке. При этом, артист сам начал готовить либретто для будущей оперы, написав поэму о любви простой крестьянской девушки Сании и джигита Зии, живущей в их сердцах, несмотря на запреты, социальное неравенство и предрассудки. Затем он поделил её на сюжетные части, подобрав для каждой из них определённый народный напев.
С идеей создания первой татарской оперы Газиз Альмухаметов обратился к Султану Габяши — известному татарскому композитору начала 1920-х годов.
В то время Султан Габяши работал преподавателем в Казанском восточном музыкальном техникуме. В этом же учебном заведении работал и Василий Виноградов, русский композитор и скрипач, имевший опыт создания музыкальных произведений, основанных на татарском и башкирском фольклоре — ещё один из будущих создателей оперы.
Первоначально Султан Габяши скептически отнесся к идее написания оперы на основе 10—15 народных мелодий, полагая, что необходимо выстроить особую композицию, сделать оркестровую партитуру. Тем не менее, при следующем приезде Альмухаметова в Казань в 1923 году, Габяши уже был готов к тесному творческому сотрудничеству.
Работа авторов началась с разделения оперы на действия и написания увертюры. Оперу решили создавать на основе фольклорного материала с вплетением авторской музыки. На этом этапе большую помощь оказал писатель Фатих Амирхан. В его квартире на Большой Красной улице проходили многочасовые обсуждения будущей оперы, прослушивались музыкальные и вокальные эпизоды, корректировался текст либретто.
Для гармонизации и оркестровки произведения по обоюдному согласию пригласили Василия Виноградова.

 Работа велась следующим образом: мы приносили ему черновой вариант, он делал гармонизацию и клавир для двух роялей. Если это одобрялось, приступал к оркестровке, а потом мы втроём обсуждали написанное. Если считали удачным — оставляли в том же виде, если нет — переделывали и давали “добро” на окончательную оркестровку. Виноградову не разрешалось исправлять написанные нами мелодии, только инструментальные фрагменты. Например, в связках между вокальными номерами или местах активного сценического действия он с нашего согласия мог добавлять свою музыку— Из воспоминаний Султана Габаши
Номера из первой части оперы, показанные на различных концертах, имели большой успех у слушателей и положительную прессу. Тем не менее авторы, сочтя первый акт слишком большим, разделили его на два акта. К началу 1925 года правительство Татарской АССР стало просить композиторов завершить работу к пятилетию республики. Близкие дружеские отношения Султана Габаши с председателем Совета Народных Комиссаров Татарской АССР Хаджи Габидуллиным обязывали в короткий срок закончить оперу. Для этого Альмухаметов и Габяши уехали в Малый Сулабаш — родное село Габаши, где завершили третий акт «Сании». В апреле — мае 1925 года проходила подготовка к постановке спектакля - под руководством балетмейстера Юлия Муко ставились балетные номера, музыкальный руководитель оперы Александр Литвинов репетировал с оркестром, Султан Габяши разучивал хоровые партии, Василий Виноградов совершенствовал оркестровку.
В постановке оперы значительную роль сыграли коллективы Казанского восточного музыкального техникума и Татарского академического театра. Музыкальное руководство постановкой осуществлял директор и дирижёр симфонического оркестра музыкального техникума, известный музыкант России Александр Литвинов, в постановке оперы также участвовали режиссёр Г. Айдарский, художник П. Т. Сперанский, балетмейстер Ю. А. Муко.
В качестве исполнителей (хор, оркестр и некоторые певцы-солисты) выступили учащиеся музыкального техникума. Впоследствии музыковеды отмечали, что постановки опер «Сания» и «Эшче» стали возможными во многом благодаря хорошему уровню подготовки татарских вокалистов и существованию татарского хора в техникуме. В его состав входили учащиеся, впоследствии известные татарские певицы: Гульсум Сулейманова, Гайша Камаева, Суфия Ахмадуллина. Среди солисток оперы «Сания» также были учащиеся вокального класса музыкального техникума. Это Разия Садыкова (младшая сестра Сары Садыковой) и Зюгра Байрашева. В качестве солистки в опере «Сания» также выступала Шамсенур Валеева, закончившая Казанский музыкальный техникум. Активными помощниками Литвинова были и артисты Татарского академического театра.
Роль главной героини изначально предполагалось отдать студентке Московской консерватории Саре Садыковой. Все арии Сании Султаном Габяши писались прежде всего с учётом вокальных данных Сары Садыковой. Но, по семейным обстоятельствам певица не смогла принять участие в премьерном показе оперы. Её заменила младшая сестра Разия - также одарённая исполнительница.
Премьера оперы «Сания», перед началом которой взволнованно выступил писатель Галимзян Ибрагимов, прошла 25 июня 1925 года в переполненном зале на сцене Оперного театра (сегодня это здание Театра драмы и комедии им. К. Тинчурина), в присутствии гостей и представителей зарубежных делегаций, приехавших на первый юбилей Татарской республики.
Несмотря на ряд слабых в художественно-профессиональном отношении мест, проявившихся как в литературно-драматургическом, так и музыкальном
контексте, постановка оперы «Сания» была очень тепло принята общественностью и широко отмечена республиканской и центральной печатью как шаг вперед в развитии татарского музыкально-театрального искусства.
Правительство республики издало постановление о приобретении права собственности на эту оперу и выплате гонорара авторам. В союзной и зарубежной прессе появились отклики на постановку «Сании». В Национальном Архиве Республики Татарстан в деле Александра Литвинова хранится письмо редактора еженедельного музыкального иллюстрированного приложения «Музыкальный еженедельник» немецкой газеты «Берлинертагеблатт» от 17 июня 1925 года, в котором он просит прислать материалы (ноты, фотографии), касающиеся оперы, для публикации их в своём издании.
Постановщиком-режиссёром второй редакции оперы стал Газиз Айдарский. Роль Сании исполнила Сара Садыкова. 

Главную роль в опере «Сания» С. Габяши написал специально для С. Садыковой, её чистого, льющегося, словно журчащий родник, голоса. Молодая певица с большим успехом выдержала экзамен перед казанской публикой и осталась в её памяти как создательница образа прекрасной девушки Сании— Из воспоминаний Фатиха Амирхана
Удача и всеобщее признание вдохновили Габаши, Альмухаметова и Виноградова на создание второй национальной оперы «Эшче», премьера которой состоялась в конце февраля 1930 года.
В 1932 году, не выдержав безосновательных обвинений в контрреволюционности, пантюркизме и «султангалеевщине», город и республику навсегда покинул Султан Габаши. Несколько ранее в Уфу перебрался Газиз Альмухаметов. В конце 1930-х годов власти Татарской АССР, встревоженные крайне низкой посещаемостью оперного театра, начали переговоры с Султаном Габяши, проживавшим в Уфе, о возвращении его в республику и новой постановке оперы «Сания» в Казани. По поручению Председателя Президиума Верховного Совета Татарской АССР Гали Динмухаметова их вёл известный композитор Александр Ключарёв. Лишь начавшаяся вскоре война и скоропостижная смерть Султана Габаши 8 января 1942 года не позволили этим планам осуществиться. Репрессии не затронули Василия Виноградова, вероятно, по причине преклонного возраста. В 1938 году Газиз Альмухаметов, бессменный исполнитель партии Зии, был арестован и расстрелян. Реабилитирован в 1957 году.
На забвение музыки оперы в период с 1930-х годов по настоящее время повлияла трагическая судьба их создателей и некоторых исполнителей. Другой причиной возможно стала грубая критика, звучавшая в том числе в биографии Василия Виноградова, написанной в 1940 году.
Опера «Сания» расценивается музыковедами как определенный этап в развитии этого жанра в татарской музыке, высказывается мнение о возможности более частого звучания отдельных номеров из произведения.

## Некоторые записи
Ария Зии в исполнении Усмана Альмеева (1991 год) на YouTube

### Комментарии
1. ↑  Г. С. Альмухаметов
2. ↑  В. И. Виноградову